# Guillaume De Mévius
Guillaume De Mévius, né le 4 août 1994 à Namur, est un pilote de rallyes et de rallye-raid belge. Il est le fils de l'ancien pilote de rallye Grégoire De Mévius.

## Biographie
| Image externe |                                                                                           |
|               | Guillaume De Mévius (à gauche) et Xavier Panseri victorieux de la 1re étape du Dakar 2024 |

Guillaume De Mévius naît le 4 août 1994. Fils du pilote Grégoire de Mévius, il pilote dès l'âge de 11 ans un buggy et entame une carrière dans le sport automobile rapidement. En 2017, il est sacré champion de Belgique des rallyes juniors. 
Il rejoint en 2019 Citroën Racing en WRC2. À partir de 2021, il s'engage alors vers le rallye-raid et notamment le Rallye Dakar. Il participe notamment à la Baja Portalegre 500 où il remporte une étape et finit deuxième au général.

## Palmarès

### Résultats au Rallye Dakar
Guillaume de Mévius, avec son copilote Xavier Panseri, termine le Rallye Dakar 2024 en deuxième position. Il s'agit de sa première participation dans la catégorie « Autos ».
| Année | Catégorie         | Marque           | Position | Victoires d'étapes |
| ----- | ----------------- | ---------------- | -------- | ------------------ |
| 2022  | Prototypes légers | GRallyTeam OT3   | Abd.     | 1                  |
| 2023  | Prototypes légers | GRallyTeam OT3   | 3e       | 2                  |
| 2024  | Autos             | Toyota Hilux     | 2e       | 1                  |
| 2025  | Autos             | X-Raid (en) Mini | 23e      | 1                  |